# Kovrov
Kovrov (uitspraak: Kovrov, Russisch: Ковров) is een stad in de Russische oblast (provincie) Vladimir en ligt ongeveer 250 kilometer ten oosten van Moskou, op de rechteroever van de rivier de Kljazma. Kovrov is het bestuurlijke centrum van het district Kovrovski. De stad telde in 2002 155.499 inwoners, waarmee het de op een na grootste stad van de oblast is, na de hoofdstad Vladimir. Kovrov is een belangrijk centrum van het Russische militair-industrieel complex, dat zich richt op werktuigbouw, metaalverwerking, textiel- en lichte industrie en de bouwnijverheid.
Belangrijke fabrieken zijn de Degtjarjovfabriek (wapenproductie, zoals machinegeweren, raketwerpers, raketten en motorfietsen), werktuigfabriek van Kovrov (eerder wapenproductie, nu gascentrifuges voor uraniumverrijking), de elektromechanische fabriek van Kovrov (hydraulische apparaten en systemen) en KB Armatura (hydraulische en pneumatische systemen voor lanceerinstallaties).
Kovrov stond eeuwenlang in de schaduw van de aangrenzende stad Starodoeb aan de Kljazma en kreeg in 1778 de status van stad. Naar aanleiding van het 200-jarig jubileum van de stad op 13 juli 1978 werd Kovrov de Orde van de Rode Arbeidersvlag toegekend.

## Geboren in Kovrov
- Aleksandr Foliforov  (1992), wielrenner
- Stepan Koerjanov (1996), wielrenner
- Petr Rikoenov (1997), wielrenner

Bestuurlijk centrum: Vladimir

Aleksandrov · Goes-Chroestalny · Gorochovets · Joerjev-Polski · Kamesjkovo · Karabanovo · Kirzjatsj · Koerlovo · Koltsjoegino · Kosterjovo · Kovrov · Lakinsk · Melenki · Moerom · Petoesjki · Pokrov · Radoezjny · Sobinka · Soedogda · Soezdal · Stroenino · Vjazniki